# خوليو ريكوبا
خوليو ريكوبا (بالإسبانية: Julio Recoba)‏ هو لاعب كرة قدم أوروغواياني، ولد في 1997 في مونتيفيديو في الأوروغواي.

## وصلات خارجية
- خوليو ريكوبا على موقع عالم كرة القدم.نت (الإنجليزية)